# Горошек заборный
Горо́шек забо́рный (лат. Vicia sepium) — травянистое растение, вид рода Горошек семейства Бобовые (Fabaceae).

## Ботаническое описание

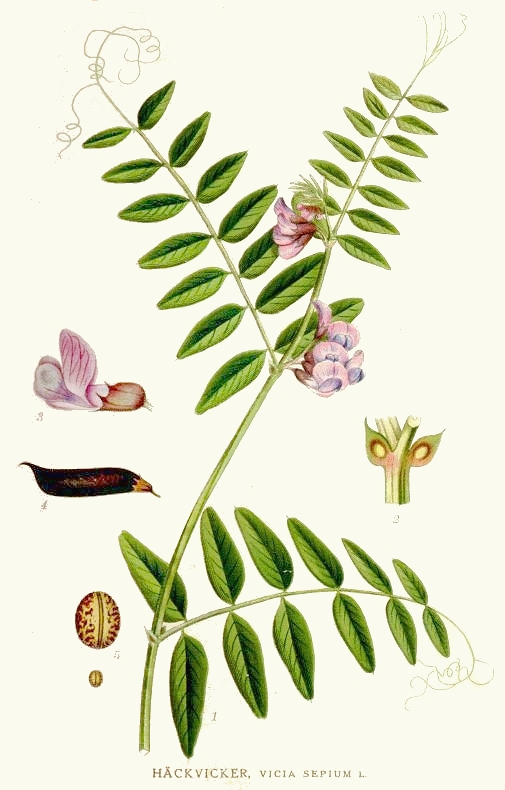

Многолетнее травянистое растение 20—60 см высотой с длинными ползучими подземными побегами. Стебли прямостоячие, иногда лазающие, у основания иногда разветвлённые или же простые, голые.
Листья парноперистые, с разветвлённым усиком на конце. Прилистники яйцевидные до полустреловидных. Листочки до 3,5 см длиной, в четырёх — восьми парах, голые, реже бархатистые, на коротких черешочках, яйцевидной до широколинейной формы, с закруглённым основанием и закруглённым или выемчатым концом, на котором часто имеется короткое острие.

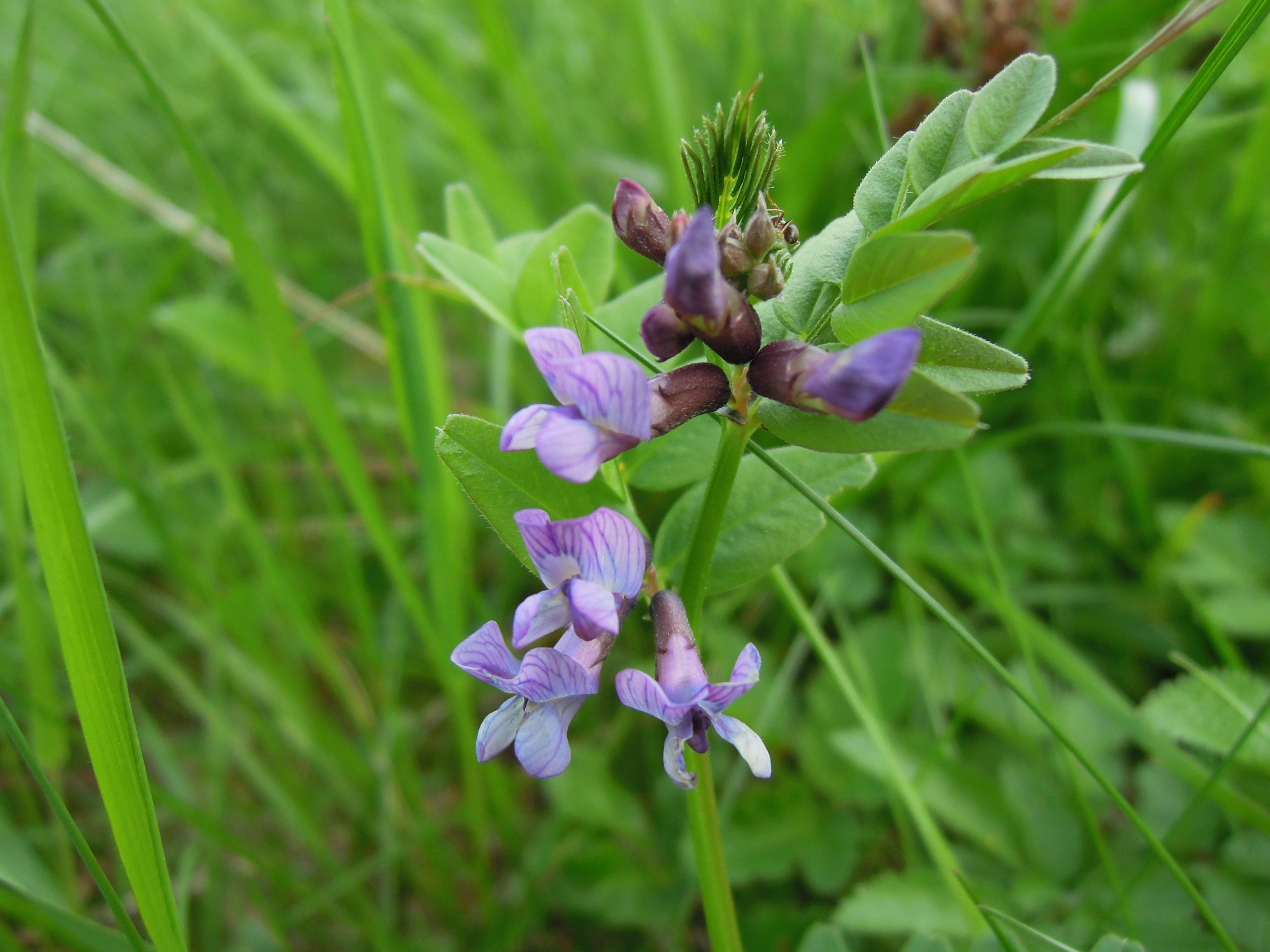

Цветки в малоцветковых (до четырёх цветков) кистях в пазухах листьев, почти сидячие. Чашечка короткотрубчатая, все зубцы в несколько раз короче трубки. Венчик 12—15 мм длиной, бледно-голубовато-розового цвета.
Бобы сначала опушённые, к созреванию голые, блестящие, продолговатые до широколинейных, 25—40 мм длиной и 6—8 мм шириной.

## Распространение и экология
Вид широко распространён по всей Европе и Сибири, южнее встречается в основном в горных районах. Завезён на Сахалин, в Гренландию, на северо-восток Северной Америки.
Встречается на лугах, по берегам рек, в антропогенно преобразованных местах. В России в XIX веке выращивался в качестве кормового растения. В Великобритании использовался в смесях для засевания пастбищ.
Зимостойкое и морозостойкое растение. Выдерживает весенние и осенние заморозки до −5 °С. Предпочитает влажные почвы, в степной зоне средне засухоустойчиво, выносит кратковременно переувлажнение. Слабо поражается вредителями и болезнями. К почвам не требователен.

## Химический состав
В надземных частях содержит до 220 мг % аскорбиновой кислоты.
| Фаза     | От абсолютного сухого вещества в % | От абсолютного сухого вещества в % | От абсолютного сухого вещества в % | От абсолютного сухого вещества в % | От абсолютного сухого вещества в % | Источник и район                        |
| Фаза     | золы                               | протеина                           | жира                               | клетчатки                          | БЭВ                                | Источник и район                        |
| -------- | ---------------------------------- | ---------------------------------- | ---------------------------------- | ---------------------------------- | ---------------------------------- | --------------------------------------- |
| —        | 9,3                                | 25,3                               | 2,2                                | 28,2                               | 35,0                               | Голубенцева, 1929, Новгородская область |
| Цветение | 8,9                                | 24,0                               | 2,2                                | 31,1                               | 33,8                               | Петросян, Кавказ                        |

100 кг семян содержат 117 кормовых единиц и 21,9 кг переваримого протеина, на 1 кормовую единицу 173 грамма переваримого протеина. Переваримость высокая — протеина, белка и жира 88, БЭВ 92, клетчатки 65.

## Значение и применение
Хорошо поедается крупным рогатым скотом в сене и весной на пастбище. Позднее на пастбищах поедается удовлетворительно, а осенью плохо. На Алтае хорошо поедается алтайским маралом (Cervus elaphus sibiricus Severtzow). Хороший медонос.

## Классификация

### Таксономия
Vicia sepium L., 1753, Sp. Pl.: 737
Вид Горошек заборный относится к роду Горошек (Vicia) подсемейства Мотыльковые (Papilionoideae) семейства Бобовые (Fabaceae) порядка Бобовоцветные (Fabales). Таксономическая схема в соответствии с Системой APG IV по состоянию на декабрь 2023 года:
|  |                                      |  |                                   |                                   |                   |  | ещё 3 семейства | ещё 3 семейства   |                          |  |  |  | еще 523 рода                                                    | еще 523 рода     |  |  |
|  |                                      |  |                                   |                                   |                   |  | ещё 3 семейства | ещё 3 семейства   |                          |  |  |  | еще 523 рода                                                    | еще 523 рода     |  |  |
|  |                                      |  |                                   | порядок Бобовоцветные             |                   |  |                 |                   | подсемейство Мотыльковые |  |  |  |                                                                 | Горошек заборный |  |  |
|  |                                      |  |                                   | порядок Бобовоцветные             |                   |  |                 |                   | подсемейство Мотыльковые |  |  |  |                                                                 | Горошек заборный |  |  |
|  | отдел Цветковые, или Покрытосеменные |  |                                   |                                   | семейство Бобовые |  |                 |                   | род Горошек              |  |  |  |                                                                 |                  |  |  |
|  | отдел Цветковые, или Покрытосеменные |  |                                   |                                   |                   |  |                 |                   |                          |  |  |  |                                                                 |                  |  |  |
|  |                                      |  | ещё 63 порядка цветковых растений | ещё 63 порядка цветковых растений |                   |  |                 | еще 5 подсемейств | еще 5 подсемейств        |  |  |  | еще 296 подтвержденных видов и 52 вида, ожидающих подтверждения |                  |  |  |
|  |                                      |  |                                   | ещё 63 порядка цветковых растений |                   |  |                 |                   | еще 5 подсемейств        |  |  |  |                                                                 |                  |  |  |

### Синонимы
- Atossa sepium (L.) Alef.
- Atossa sepium var. angustifolia Alef.
- Atossa sepium var. ochroleuca (DC.) Alef.
- Atossa sepium var. subrotunda (Ser.) Alef.
- Faba sepium (L.) Bernh.
- Vicia drymeja Schur
- Vicia eriocalyx (Čelak.) Landolt
- Vicia montana Froel. ex W.D.J.Koch
- Vicia oxyphylla Schur
- Vicia pratensis Wallr.
- Vicia pseudosepium Nyman
- Vicia rotundifolia Gilib.
- Vicia separia Dulac
- Vicia sepium subsp. eriocalyx (Čelak.) Holub
- Vicia sepium var. alba Gray
- Vicia sepium var. albiflora Gaudin
- Vicia sepium var. angustifolia Schur
- Vicia sepium var. angustifolia W.D.J.Koch
- Vicia sepium var. anomala Boenn.
- Vicia sepium var. capsella Ser.
- Vicia sepium var. eriocalyx Čelak.
- Vicia sepium var. hartii Akeroyd
- Vicia sepium var. longisepala Ekutim.
- Vicia sepium var. microphylla Schur
- Vicia sepium var. montana W.D.J.Koch
- Vicia sepium var. nana Gaudin
- Vicia sepium var. ochroleuca DC.
- Vicia sepium var. ovata Schur
- Vicia sepium var. parvifolia Carion
- Vicia sepium var. pubescens Behm
- Vicia sepium var. sepium
- Vicia sepium var. subrotunda Ser.
- Vicia sepium var. vulgaris Gaudin
- Vicia sordida Salisb.
- Vicia tricolor Schur
- Vicioides sepium (L.) Moench